# Linderbach (Erfurt)
Linderbach, Erfurt-Linderbach – dzielnica miasta Erfurt w Niemczech, w kraju związkowym Turyngia. 